# The human centipede (First sequence)
The human centipede (First sequence) és una pel·lícula independent neerlandesa de terror corporal de 2009 escrita, dirigida i coproduïda per Tom Six. La pel·lícula tracta d'un cirurgià alemany trastornat que segresta tres turistes i els uneix quirúrgicament, boca-anus, formant un «centpeus humà». És protagonitzada per Dieter Laser com a Josef Heiter, el creador del centpeus i Ashley C. Williams, Ashlynn Yennie i Akihiro Kitamura com a víctimes de Heiter.
Segons Six, la idea va sorgir a partir d'una conversa que havia tingut amb uns amics sobre castigar un abusador de menors cosint-li la boca a l'anus d'un «camioner gras». Altres fonts d'inspiració van ser els experiments mèdics nazis realitzats durant la Segona Guerra Mundial, com els realitzats per Josef Mengele al camp de concentració d'Auschwitz. Quan va cercar inversors per a finançar el projecte, Six no va esmentar la premissa de la pel·lícula per prudència i no van descobrir la naturalesa completa del film fins a la seva finalització.
La pel·lícula es va estrenar al London FrightFest Film Festival el 30 d'agost de 2009. Malgrat una recepció crítica diversa, l'obra va guanyar diversos reconeixements en festivals internacionals de cinema. Dues seqüeles que també van ser escrites i dirigides per Six, Full sequence i Final sequence, es van estrenar el 2011 i el 2015, respectivament. Tota la trilogia es va combinar en una única pel·lícula el 2016, titulada Complete sequence, que Six va descriure com un «centpeus de pel·lícula» a causa del fet que cada seqüència conduïa a la seva successora mentre funcionava a la vegada com una pel·lícula independent.

## Argument
Lindsay (Ashley C. Williams) i Jenny (Ashlynn Yennie), dues turistes de Nova York que visiten Alemanya, punxen una roda del vehicle de camí a una discoteca i demanen ajuda a la casa del cirurgià psicòpata i misantròpic Josef Heiter. Aquest droga les dones amb aigua amb Rohypnol i les empresona en un quiròfan improvisat. Heiter després també segresta el turista japonès Katsuro (Akihiro Kitamura).

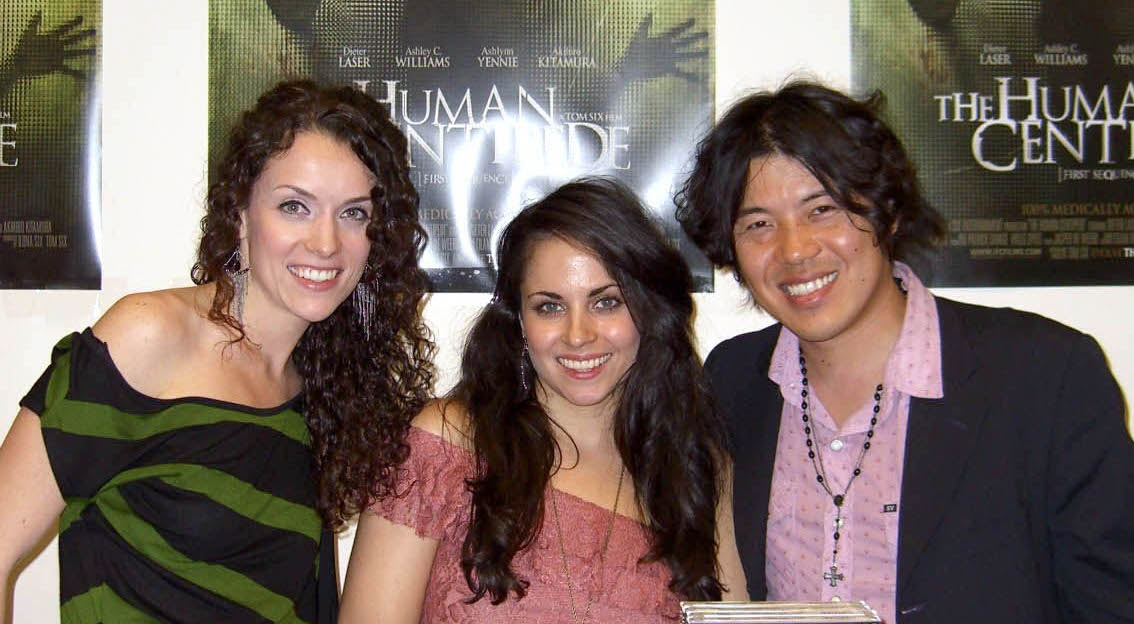
Les estrelles Ashlynn Yennie, Ashley C. Williams i Akihiro Kitamura

Després que Lindsay intenti escapar i fracassi, Heiter decideix convertir-la en la part intermèdia del centpeus, la posició més dolorosa per al procés de curació, com a càstig. Heiter realitza la cirurgia, col·locant Katsuro al capdavant, Lindsay al mig i Jenny al darrere; elimina les dents frontals superiors i inferiors i els llavis de Lindsay i Jenny, i mutila les natges de Katsuro i Lindsay per a proporcionar accés als rectes. També secciona els lligaments dels genolls de les seves víctimes per a evitar l'extensió de les cames, obligant les seves víctimes a gatejar.
Un cop completada l'operació, Heiter porta el centpeus a la seva sala d'estar, els fa fotos i passa un mirall perquè els segments del centpeus vegin la seva nova forma. Heiter intenta entrenar el seu centpeus com a mascota tancant-lo en una gossera, obligant a Katsuro a menjar menjar per a gossos, menyspreant a Katsuro amb insults racistes i colpejant-lo amb una vara quan es rebel·la.
Finalment, Katsuro necessita defecar. Ho fa després de demanar perdó a les noies, després de la qual cosa Lindsay es veu obligada a engolir els seus excrements. Heiter s'irrita després de ser despertat pels crits de Katsuro engabiat (que, com a part davantera del centpeus, té la boca lliure i encara és capaç de parlar, però en japonès) i pels gemecs constants de les dones, amenaçant de tallar-lis les cordes vocals. Quan el centpeus intenta escapar mentre Heiter està nedant, els tres segments són colpejats amb la vara. Heiter està disgustat amb la constatació que Lindsay està restreta i li proposa d'utilitzar laxants, fet que faria que defequés de manera explosiva i obligaria a Jenny a alimentar-se de les femtes de la seva millor amiga. Abans de poder fer-ho, descobreix que Jenny està morint de sèpsia.
Dos detectius anomenats Kranz i Voller visiten la casa per a investigar la desaparició dels tres turistes. Heiter té la idea d'afegir-los com a substituts de Jenny en una nova creació: un centpeus de quatre segments i ofereix als detectius aigua amb Rohypnol. Després de rebre l'aigua drogada, els detectius sospiten i obtenen una ordre d'escorcoll de la casa. Després que els detectius marxin, les víctimes intenten escapar i Katsuro ataca Heiter. El fereix, però el seu intent d'escapar fracassa. Katsuro li confessa a Heiter que mereix el seu destí perquè va tractar malament la seva família.
En tornar a casa de Heiter, els detectius busquen per separat mentre Heiter, ferit, s'amaga prop de la piscina. Kranz troba la sala amb les víctimes de Heiter. Voller comença a sentir-se malalt per les drogues anteriors i Heiter l'apunyala amb un bisturí i el mata. Heiter pren l'arma de Voller i quan entra Kranz li dispara. Kranz respon disparant mortalment a Heiter al cap abans de sucumbir a les seves ferides.

## Producció

### Escriptura
La inspiració per a l'argument de la pel·lícula va venir d'una broma que Tom Six va fer una vegada als seus amics sobre castigar un abusador de menors que van veure a la televisió enganxant-li la boca a l'anus d'un camioner amb sobrepès. Six va veure-hi la idea d'una gran pel·lícula de terror i va començar a desenvolupar-la. Ha reconegut que va estar molt influenciat com a cineasta pels primers treballs de David Cronenberg i pel·lícules de terror japoneses. Six ha declarat que prefereix les pel·lícules de terror realistes més que les «increïbles» pel·lícules de monstres. Una influència important per a The human centipede va ser la controvertida pel·lícula de 1975 de Pier Paolo Pasolini Salò o le 120 giornate di Sodoma, que destaca per les escenes que representaven una violència eminentment gràfica, el sadisme i la depravació sexual, com ho és l'obra del director japonès Takashi Miike. Six també ha expressat la seva admiració pel cinema de David Lynch. Una altra inspiració va venir del paper anterior de Six com a director del programa de televisió de Big Brother, on havia pogut observar persones que «feien bogeries quan estaven soles i creien que no els miraven».
Six ha afirmat que The human centipede és, fins a cert punt, una reflexió sobre el feixisme. Dieter Laser, que hi interpreta el doctor Heiter, va afirmar durant la promoció de la pel·lícula que sentia que la culpa de les accions nazis durant la guerra havia perseguit els alemanys corrents durant generacions i que, com a alemany fill de soldat, sovint se sentia «com un infant el pare del qual està a la presó per assassinat». La inclusió d'un dolent alemany ve d'aquí, amb Six referint-se tant a la invasió alemanya dels Països Baixos durant la Segona Guerra Mundial com a l'experimentació mèdica nazi com a font d'inspiració. Laser va declarar en una entrevista amb Clark Collis per a Entertainment Weekly que considerava la pel·lícula una «grotesca paròdia sobre la psique nazi». El nom de Heiter era una fusió de diversos criminals de guerra nazis, el seu cognom (que significa literalment «alegre» en alemany) una combinació dels noms dels metges nazis Fetter i Richter, i el seu primer nom prové de Josef Mengele, que va dur a terme experiments amb presoners al camp de concentració d'Auschwitz. La Segona Guerra Mundial també va influir en la nacionalitat dels altres personatges principals que són estatunidencs i japonesos. Six va incorporar alguns tòpics del cinema de terror a la primera part de la pel·lícula, com ara un cotxe avariat i la manca de senyal telefònica.
Six van situar un home japonès al davant del centpeus per a crear una barrera lingüística entre el metge i el centpeus. Al llarg de la pel·lícula, els personatges (a excepció de Heiter, que parla amb el centpeus en anglès) només parlen en la seva llengua materna. Katsuro, com a part anterior del centpeus, només pot parlar japonès i, per tant, no pot parlar ni amb el metge ni amb Jenny i Lindsay. En segon lloc, la posició de Katsuro al centpeus dona l'oportunitat al metge i a la víctima masculina del centpeus de lluitar cap al clímax de la pel·lícula. Six va explicar que té una por personal als hospitals i als metges, així que va allargar l'escena en què Heiter explica com crearà el centpeus i el procediment posterior per a crear el seu «propi malson».
Mentre buscava finançament per a la pel·lícula, Six va plantejar la idea d'un cirurgià que cosís persones. Al principi no va revelar que les víctimes s'unirien boca-anus, ja que creia que aquesta idea no tindria cap possibilitat de ser atractiva per als inversions. Six va afirmar que estaven molt contents amb la pel·lícula acabada. Abans de contractar-los, als intèrprets se'ls va donar un esquema del guió en lloc d'un guió complet, i se'ls va mostrar esbossos de com es formaria el centpeus.

### Rodatge
Tot i que The human centipede està ambientada a Alemanya, el rodatge va tenir lloc als Països Baixos a causa dels paisatges semblants dels dos països veïns. La casa de Heiter, on té lloc la major part de The human centipede, era una vil·la als Països Baixos localitzada per l'equip de producció. La propietat es troba en una zona residencial i no estava envoltada de bosc com apareix a la pel·lícula, sinó d'altres cases, fet que va comportar que els cineastes tinguessin algunes dificultats per assegurar-se que les altres cases no apareguessin a la pel·lícula. La propietat va patir alguna transformació abans del rodatge, com ara un cinema que es va convertir en el quiròfan del soterrani, amb llits d'hospital reals i degotadors intravenosos llogats a un hospital local. Els quadres de siamesos presents a les parets de la casa van ser pintats pel mateix Tom Six, que va considerar que contribuïa a l'atmosfera de la casa. L'escena de l'habitació d'hotel prop de l'inici de la pel·lícula va ser filmada en una suite d'hotel en un lloc prop d'Amsterdam. La pel·lícula es va rodar gairebé completament en l'ordre de l'acció, fet que Yennie va afirmar que va ajudar els actors a desenvolupar els seus personatges al llarg de la pel·lícula. L'escena inicial, que només compta amb Laser i de Rene de Wit, es va rodar l'últim dia de rodatge.
Laser va ficar-se dins el personatge de Heiter durant tot el procés de rodatge, sovint escridassant a la resta del repartiment i, sempre que fos possible, allunyant-se dels altres intèrprets i l'equip entre escenes per a preservar un nivell de separació. Només menjava allò que havia portat de casa, menjant sobretot fruita. Va contribuir al diàleg del seu personatge i va seleccionar alguns dels seus vestits del seu propi armari. Six va afirmar que la jaqueta que portava Heiter, que va ser comprada per Laser, era una jaqueta genuïna que duien els metges nazis reals. Laser també es va alegrar que els altres actors de The human centipede afegissin les seves pròpies idees a la pel·lícula. Per exemple, quan Heiter explica el seu procediment a les víctimes, el diàleg de Katsuro es va improvisar, fet que va agradar a Laser. Durant el rodatge, Laser va donar una puntada accidental a Kitamura (Katsuro), provocant una baralla entre els actors. L'incident va contribuir a la tensió i la ràbia al llarg de l'escena que s'estava filmant, en què Heiter s'asseu a la taula a menjar mentre el centpeus menja menjar per a gossos al seu costat a terra. Laser també va fer mal involuntàriament a Williams durant l'escena en què Heiter agafa i injecta a Lindsay, fet que va provocar una aturada en el rodatge.
La influència nazi de Heiter va portar a l'ús de la música clàssica quan el metge està «entrenant» el centpeus. La música es reproduïa deliberadament amb baixa qualitat per a simular la música que venia d'un altaveu, de la mateixa manera que de vegades es feia sonar música als camps de concentració nazis. Molts dels efectes sonors de The human centipede es van crear manipulant carn. Per exemple, el so d'un nas que es trenca es va fer trencant ossos dins de talls de carn crua. A causa de la incomoditat de passar llargues estones amb les mans i els genolls al terra, els actors que interpretaven el centpeus rebien massatges al final de cada dia de rodatge. Yennie va declarar que ella i Williams van experimentar dolor a la mandíbula a causa del mos a la boca, però en general no va considerar la part física del rodatge hagués estat excessivament difícil.

### Efectes
The human centipede  conté relativament poques imatges sagnants: poc del procediment quirúrgic es representa directament, no es mostra cap excrement a la pantalla, i segons Kim Newman a Empire, «res no és tan escandalós com amenaça de ser». Six va declarar que volia que la pel·lícula fos el més autèntica possible i va afirmar haver consultat a un cirurgià durant el procés de creació i rodatge, donant lloc a que la pel·lícula fos «100% precisa mèdicament». Six va reconèixer que el cirurgià inicialment no volia tenir res a veure amb la pel·lícula, ja que creia que Six estava «boig» i la idea «no tenia res a veure amb la ciència mèdica». No obstant això, el cirurgià va canviar d'opinió i va decidir que li agradava la idea, i així va inventar un mètode per a crear un centpeus humà. Six ha afirmat que els membres centrals i posteriors del centpeus podrien sobreviure durant anys complementant la seva dieta amb teràpia intravenosa. L'equip d'efectes especials va estar dirigit per Rob i Erik Hillenbrink, pare i fill. Van dissenyar la composició final del centpeus a partir d'esbossos proporcionats pel cirurgià consultor. Els actors que formaven el centpeus portaven roba interior resistent, que tenien una part de goma perquè l'actor de darrere mossegués, creant la il·lusió de la connexió boca-anus. Six va mantenir en secret com es formaria el centpeus el major temps possible, i Yennie va afirmar que fins i tot la seva maquilladora no ho sabia, ja que li va preguntar quin tipus de «vestit» portarien els actors.
Quan Heiter opera les seves víctimes, les dents de Jenny van ser extretes digitalment a postproducció. Tanmateix, altres efectes eren relativament senzills de crear: els «tres gossos» de Heiter es van crear fent amb Photoshop una imatge de tres rottweilers per a crear una imatge de gossos junts. L'etalonatge digital es va utilitzar àmpliament durant la producció de The human centipede. Per exemple, al final de la pel·lícula, quan Lindsay roman entre els cadàvers de Jenny i Katsuro, els seus tons de pell es van aclarir per a emfatitzar encara més que estaven morts i Lindsay encara era viva.
La pluja quan s'avaria el cotxe de Jenny i Lindsay es va afegir digitalment en postproducció. Els cineastes no havien rebut permís per a filmar a la localització de la carretera, però van seguir endavant en contra de les autoritats, ja que Six va considerar que la ubicació al bosc era ideal per a l'escena. Quan la finestra de la casa de Heiter es repara després de l'intent de fuga de Lindsay, l'ús d'un tràveling a través de la finestra va requerir que el reflex de la l'equip tècnic s'eliminés digitalment del vidre. La pel·lícula conté un gran nombre de plans llargs de seguiment i Six ha citat la influència de Takashi Miike que també utilitza plans de seguiment a les seves pel·lícules.

## Estrena

### Promoció
Durant la promoció de The human centipede, les notes de premsa van afirmar que la pel·lícula era «100% precisa mèdicament». Six i els productors van anunciar que la pel·lícula havia estat descrita com «la pel·lícula més horrible que s'ha fet mai» i alguns crítics, com Karina Longworth de la revista LA Weekly  i Jay Stone del Calgary Herald  van descriure la pel·lícula com a «pornografia de la tortura». Roger Ebert, al Chicago Sun-Times, va escriure que sentia que la pel·lícula havia estat «deliberadament destinada a inspirar incredulitat, nàusees i, amb sort, indignació». No obstant això, a The Guardian, David Cox va assenyalar que no havia pogut localitzar la font d'aquesta cita com la «pel·lícula més horrible que s'ha fet mai» i s'havia posat en contacte amb Six per a intentar esbrinar l'origen de l'afirmació. Six va declarar que havia estat feta pel diari anglès The Sun. Tanmateix, Cox no va poder rastrejar cap article que fes aquesta afirmació. Quan Cox li va preguntar quina considerava Six com la pel·lícula «més horrorosa», Six va declarar que creia que era Salò o le 120 giornate di Sodoma, de Pier Paolo Pasolini.
The human centipede va ser estrenada als Estats Units d'Amèrica (EUA) sense classificació MPAA. Es va exhibir a les sales de Nova York el 30 d'abril de 2010 i poc després la va distribuït IFC Films. Al llarg del 2009, la pel·lícula va ser inclosa en diversos festivals de cinema internacionals, com ara el London FrightFest Film Festival, Leeds International Film Festival, XLII Festival Internacional de Cinema Fantàstic de Catalunya i Screamfest Horror Film Festival. Six va comentar que algunes audiències de festivals de cinema van reaccionar gairebé vomitant als passadissos. Per a diversió de Six, el públic català va trobar la pel·lícula divertida i va riure durant les projeccions. Six va afirmar que el bruzz que envoltava la pel·lícula va fer que diversos estudis s'acostessin a ell per a encarregar-se de la seva distribució. IFC Films té una història de comercialització de pel·lícules de terror no convencionals, després d'haver distribuït prèviament la pel·lícula de zombis nazis noruecs Zombis nazis i l'estrena del 2009 Antichrist. La recaptació bruta als EUA de The human centipede va ser de 181.467 dòlars, i les entrades mundials van ascendir a 252.207 dòlars. The human centipede es va llançar al Regne Unit en DVD i Blu-ray el 4 d'octubre de 2010, i als EUA l'endemà, on, a juliol de 2023, les vendes de DVD ascendien a 3.750.554 $.
Malgrat les crítiques diverses, la pel·lícula va guanyar diversos premis el 2009 durant les projeccions a diversos festivals internacionals de cinema de terror, com ara el de millor pel·lícula al Fantastic Fest i a l'Screamfest Horror Film Festival de Los Angeles. Laser va guanyar el premi a millor actor en la categoria de terror al Fantastic Fest i la pel·lícula va guanyar el premi al millor repartiment de conjunt al South African Horrorfest.

## Seqüeles
Quan Tom Six va començar a crear les seqüeles The human centipede, va imaginar una trilogia que funcionaria com un «centpeus de pel·lícula». Cada seqüela s'obre amb el final de la pel·lícula anterior, ja que els esdeveniments influeixen en la pel·lícula següent. Tot i que cada pel·lícula està pensada per a funcionar com a pel·lícula autònoma, totes es poden connectar per a formar una única pel·lícula de 4,5 hores de durada.
Mentre promocionava The human centipede, Six va declarar que havia començat a treballar en una seqüela de First sequence, titulada The Human Centipede 2 (Full sequence). Rodant amb un pressupost similar al de la primera pel·lícula, Six va anunciar que la seqüela seria una pel·lícula molt més gràfica i inquietant. Yennie va declarar el maig de 2010 que la seqüela contindria «la sang i la merda» que els espectadors no van veure a la primera pel·lícula. La trama de Full sequence va implicar un centpeus format per dotze persones, va comptar amb un repartiment majoritàriament britànic i es va promocionar amb el lema «100% mèdicament inexacta».
La trama de Full sequence implica un home que, després d'obsessionar-se sexualment amb una gravació en DVD de First sequence, decideix crear el seu propi centpeus humà. La pel·lícula havia estat planejada per a un llançament en DVD al Regne Unit. Tanmateix, en enviar la pel·lícula al British Board of Film Classification (BBFC) per a la seva classificació, la pel·lícula va ser rebutjada a causa del contingut «sexualment violent i potencialment obscè». L'informe del BBFC va criticar la pel·lícula per haver fet «un petit intent de retratar les víctimes com objectes d'una violència brutal, degradats i mutilats pel gaudi i l'exaltació del personatge central, així com el plaer del públic», i que la pel·lícula podria infringir l'Obscene Publications Acts, el que significa que la seva distribució al Regne Unit seria il·legal. Bounty Films, el distribuïdor del Regne Unit, va apel·lar la decisió i finalment la pel·lícula va ser aprovada amb un «certificat 18» l'octubre de 2011. Per aconseguir aquesta qualificació es van fer trenta-dos talls a la pel·lícula, eliminant dos minuts i trenta-set segons de la versió original.
La tercera i última pel·lícula de la trilogia, The human centipede 3 (Final sequence), va tenir una estrena limitada a les sales el 22 de maig de 2015. La pel·lícula presenta el centpeus humà més gran de la sèrie, compost per cinc-centes víctimes, com reconeix Six, «cada pel·lícula és una reacció a l'altra i va ser un fenomen tan potent de la cultura pop que en volia més: un centpeus més gran, helicòpters i més coses... Havia de ser cada cop més gran i gairebé vaig fer una autoparòdia». Com que Full sequence tenia la intenció de fer que First sequence semblés en comparació My Little Pony, Final sequence pretenia que Full sequence s'assemblés a una pel·lícula de Disney. La pel·lícula inclou el lema «100% políticament incorrecte». Tant l'estrella de Dieter Laser com la de Full sequence Laurence R. Harvey hi participen amb papers diferents.
The human centipede (Final sequence) va ser nominada a dos premis Golden Raspberry en les categories de pitjor director i pitjor preqüela, remake, estafa o seqüela. També va ser nomenada la segona pitjor pel·lícula del 2015 per Entertainment Weekly i The AV Club. El 2016 es va estrenar una pel·lícula recopilatòria de tota la trilogia titulada The human centipede (Complete sequence): The movie centipede, amb un total de 275 minuts.

## Paròdies
S'han fet diverses paròdies de la pel·lícula. Una paròdia pornogràfica, dirigida per Lee Roy Myers i titulada The human sexipede, es va estrenar el setembre de 2010. És protagonitzada per Tom Byron com a Heiter, que s'uneix a tres persones amb la boca als genitals. A l'episodi «HUMANCENTiPAD» de South Park es veu el personatge Kyle Broflovski acceptant sense voler formar part d'un iPad després de no llegir tots els detalls de l'acord de llicència de programari d'Apple. El lloc web Funny or Die presentava un esbós on les víctimes alliberades d'un centpeus humà, ara separades però marcades físicament i mental, discuteixen en una reunió de supervivents. L'actriu de The human centipede 3 (Final sequence) Bree Olson va protagonitzar una paròdia de la franquícia que va ser dirigida per Graham Rich. El 2023, The human centipede musical es va representar a Brisbane i Melbourne, amb llibret de Liam Hartley i Oliver Catton.

## Novel·la gràfica
El gener de 2016, Tom Six va revelar a Twitter que la producció d'una adaptació de novel·la gràfica de The human centipede estava en marxa, mostrant la imatge d'una còpia impresa de demostració. També es va afirmar que la novel·la gràfica estararia disponible en anglès, espanyol, alemany, francès i japonès. El 27 de març de 2018, Six va tornar a publicar a Twitter que la novel·la gràfica estava preparada i per això buscava un distribuïdor. Més endavant, el maig de 2019, en una entrevista a Bloody Disgusting, Six va afirmar que la novel·la gràfica, juntament amb un llibre entre bastidors de la primera pel·lícula, s'estrenaria en el desè aniversari de la sèrie. La història de la novel·la gràfica inclou els esdeveniments de la primera pel·lícula però mostrarà coses que van passar abans, i un epíleg que il·luminarà el destí del personatge de Lindsay.
Tot i que Tom Six va declarar obertament que veia The human centipede com una trilogia, va reconèixer a Bloody Disgusting en una entrevista que si havia de fer una quarta entrega ja tenia algunes idees: «Si hagués de fer-ne la quarta, que podria fer d'aquí a 20 anys, qui sap, es tractarà de connectar tots els africans famolencs del continent per mitjà d'una organització benèfica per a resoldre el problema de la fam. O sobre extraterrestres que connecten tota la raça humana!».
Tom Six va revelar més endavant que havia escrit un guió per a una possible pel·lícula derivada titulada The human caterpillar, una referència a una escena de The human centipede 3 (Final sequence) en què als presos cosits se'ls amputaven les extremitats perquè s'assemblessin a una eruga. A més, va afirmar que el concepte de The human centipede apareixeria en projectes futurs d'alguna manera.